# هابیت
هابیت‌ها گونه‌ای از موجودات تخیلی در رمان‌های تالکین هستند، که در سرزمین میانه و شایر زندگی می‌کنند. هابیت‌ها اولین بار در کتاب هابیت تالکین مطرح شدند. شخصیت اصلی این داستان، بیلبو بگینز یک هابیت است که در ماجراهای گروه تورین سپربلوط سهیم می‌شود. شخصیت اصلی مجموعهٔ ارباب حلقه‌ها، فرودو بگینز نیز یک هابیت است و مسئولیت نابودی حلقه قدرت را بر دوش دارد.
در کتاب هابیت، تالکین هابیت‌ها را موجوداتی کوچک توصیف می‌کند؛ که نصف قد انسان‌ها را دارند و بالغ‌ترین آنها از چشم یک اِلف یا انسان قد یک بچه را دارد. هابیت‌ها لباس‌هایی به رنگ روشن می‌پوشند، کفش به پا نمی‌کنند (کف پاهایشان به‌طور طبیعی پوستی چون چرم دارد) و پاهایشان پوشیده از موهای ضخیم و مجعد است و همچنین نسبت به قد کوتاهشان پاهای بزرگی دارند. از نظر اخلاقی تالکین هابیت‌ها را موجوداتی مهمان‌نواز، صمیمی، مهربان، خانه و خانواده دوست، موجوداتی به دور از تنش و هیجان که در آرامش به سر می‌برند، توصیف می‌کند. همچنین آن‌ها را خوش‌رو، خوش‌خوراک و به دور از ماجراجویی یاد می‌کند.

## انواع

هابیت ها به سه نوع توصیف می شوند، هارفوت ، فالوهید و استور ، که همگی از منطقه ای در شرق شایر ، به ویژه زاویه بین دو رودخانه، سرچشمه می گیرند و در زمان های مختلف به شایر مهاجرت می کنند.

تالکین یک تاریخ تخیلی با سه نوع هابیت، با خصوصیات فیزیکی و خلقیات متفاوت ابداع کرد: هارفوت، فالوهید و استور. در زمان بیلبو و فرودو، این گونه‌ها برای قرن‌ها با هم مخلوط شده بودند، هرچند به‌طور ناهموار، به طوری که برخی از خانواده‌ها و مناطق بیشتر به سمت تبار یکی از این سه گروه گرایش پیدا کردند.
هارفوت‌ها با اختلاف زیاد، پرشمارترین گروه هابیت‌ها بودند و اولین کسانی بودند که وارد سرزمین اریادور شدند که شامل شایر و بری است. آن‌ها از نظر قد کوچک‌ترین، رنگ پوست «قهوه‌تر» و معمولی‌ترین نژاد بودند که در هابیت توضیح داده شد. آنها در چاله‌ها زندگی می‌کردند و روابط نزدیک‌تری با دورف‌ها داشتند نسبت به سایر هابیت‌ها هارفوت‌ها در مناطق تپه‌ای ملایم زندگی می‌کردند و عمدتاً کشاورزی بودند. آنها اولین گروهی بودند که از کوه های مه آلود عبور کردند و در سرزمین های اطراف بری از عصر سوم
۱۰۵۰ (حدود ۲۰۰۰ سال قبل از زمان بیلبو و فردو و پنج قرن و نیم سال قبل از تأسیس شایر در عصر سوم ۱۶۰۱) مستقر شدند.

## در رسانه
1. ارباب حلقه‌ها: حلقه‌های قدرت
2. هابیت: یک سفر غیرمنتظره
3. هابیت: برهوت اسماگ
4. هابیت: نبرد پنج سپاه
5. ارباب حلقه‌ها: یاران حلقه
6. ارباب حلقه‌ها: دو برج
7. ارباب حلقه‌ها: بازگشت پادشاه

## برگردان به فارسی
کتاب هابیت در ایران توسط رضا علیزاده ترجمه شده‌است. این کتاب در ایران با نام هابیت یا آنجا و بازگشت دوباره توسط انتشارات روزنه منتشر شده‌است.